# NGC 7636
NGC 7636 је лентикуларна галаксија у сазвежђу Вајар која се налази на NGC листи објеката дубоког неба.
Деклинација објекта је - 29° 16' 51" а ректасцензија 23h 22m 33,1s. Привидна величина (магнитуда) објекта NGC 7636 износи 13,7 а фотографска магнитуда 14,7. NGC 7636 је још познат и под ознакама ESO 470-2, MCG -5-55-5, PGC 71245.